# Jürgen Schnell (Ingenieur)

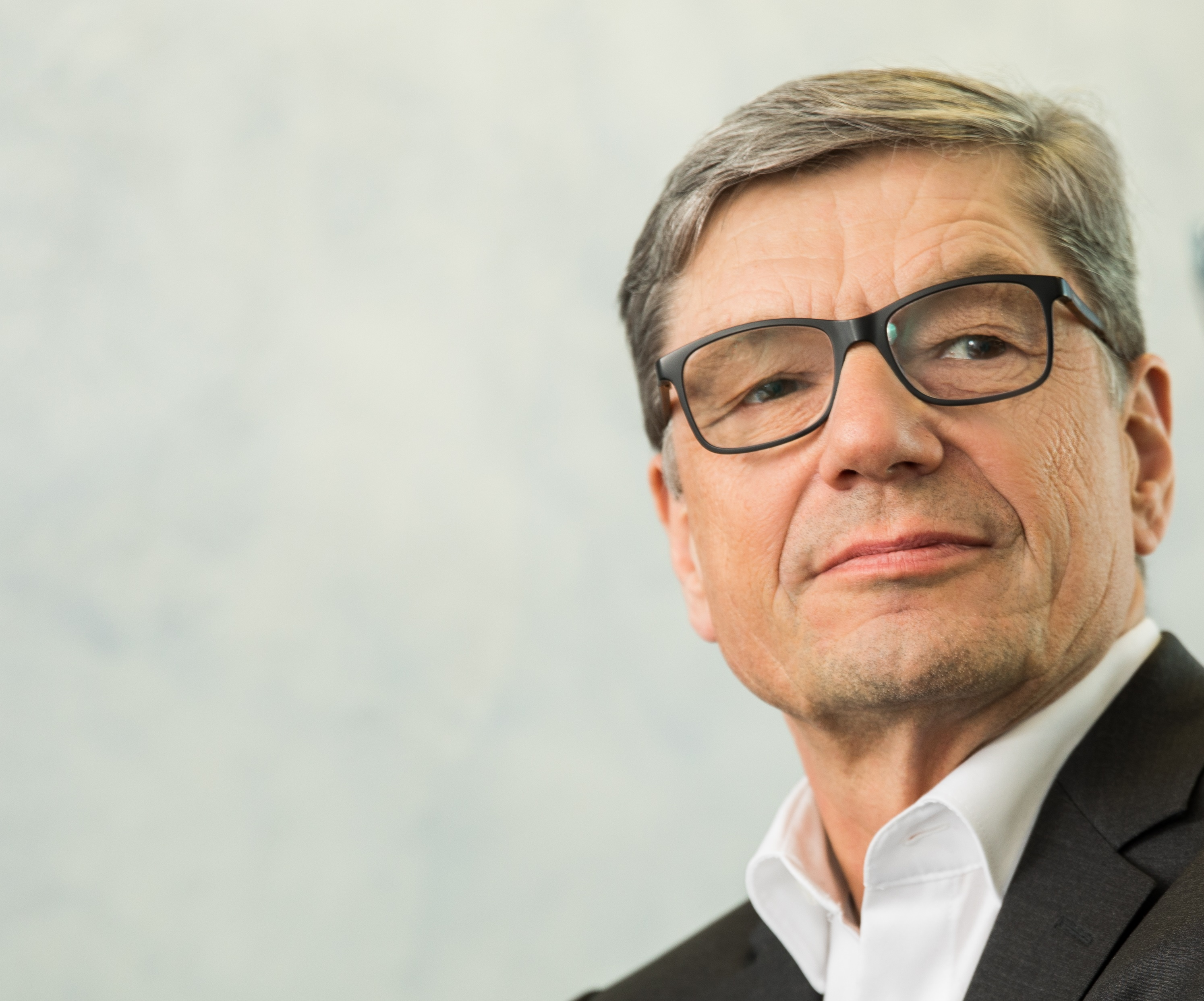
Jürgen Schnell (2018)

Jürgen Schnell (* 4. Februar 1953 in Darmstadt) ist ein deutscher Bauingenieur, Manager und war Hochschullehrer an der TU Kaiserslautern.
Jürgen Schnell, Sohn des Professors für Technische Mechanik an der TH Darmstadt Walter Schnell,  studierte 1972 bis zum Diplom 1979 Bauingenieurwesen an der TH Darmstadt. Danach trat er in die Dienste von Philipp Holzmann in Frankfurt am Main. Ab 1982 war er wissenschaftlicher Mitarbeiter am Institut für Massivbau der TH Darmstadt bei Gert König, bei dem er 1986 promoviert wurde (Zur Bemessung von bewehrten Betonbauteilen für kombinierte Beanspruchung aus Last, Vorspannung und Temperaturzwang unter Berücksichtigung temperaturabhängiger Materialgesetze bei Normal- und Tieftemperatur). Danach war er wieder bei Philipp Holzmann in Frankfurt als Projektleiter Tragwerksplanung im Hoch- und Industriebau, war ab 1986 Bauleiter und dann Oberbauleiter in der Zweigniederlassung Duisburg und 1989 bis 1994 Leiter des Technischen Büros in der Hauptniederlassung Düsseldorf mit Schwerpunkt Tunnelbau, Tiefbau und konstruktiver Wasserbau. 1994 bis 1998 war er Leiter der Technischen Abteilung in der Zentrale in Frankfurt. 1997 wurde er Generalbevollmächtigter der Philipp Holzmann AG und 1998 Vorsitzender der Geschäftsführung der Philipp Holzmann Ingenieurgesellschaft für Bautechnik mbH.
Außerdem war er Lehrbeauftragter der TH Darmstadt (Bauphysik im Massivbau, 1985 und 1986), der Universität Witten/Herdecke (Technische Angebotsbearbeitung, 1996 bis 1999) und der Ruhr-Universität Bochum (Fugenloses Bauen, 1991 bis 2002).
2002 bis 2018 leitete er den Lehrstuhl für Massivbau und Baukonstruktion an der TU Kaiserslautern als Nachfolger von Wieland Ramm. Von 2008 bis 2018 war er auch Mitglied der Leitung des Materialprüfungsamts der TU Kaiserslautern.
Im Jahr 2004 wurde er Prüfingenieur für Baustatik und gehörte dem Ingenieurbüro Borapa in Kaiserslautern (gegründet von Wieland Ramm und Helmut Bode) von da an bis 2021 als geschäftsführender Gesellschafter an.
Er war von 2004 bis 2022 Mitglied verschiedener Sachverständigenausschüsse des Deutschen Instituts für Bautechnik DIBt und u. a. Obmann der DIN-Normenausschusses "Bewertung von Bestandsbauwerken". Auf europäischer Ebene war er deutscher Vertreter in der Workinggroup "Assessment and Retrofitting of Existing Structures (2010 bis 2018). In den Jahren 2012 bis 2017 war er Vorsitzender des Deutschen Ausschusses für Stahlbeton DAfStb. Dem DFG-Fachkollegium 410-04 Konstruktiver Ingenieurbau (Beton, Stahl, Holz, Glas, Kunststoffe) gehörte er von 2012 bis 2016 an.
2017 erhielt er die Emil-Mörsch-Denkmünze des Deutschen Beton- und Bautechnikvereins DBV und die Gedenkmünze der TU Danzig. 2020 wurde er Ehrendoktor der Ruhr-Universität Bochum.

## Schriften (Auswahl)
- mit Rüdiger Meiswinkel, Julian Meyer: Design and Construction of Nuclear Power Plants, Beton-Kalender, Ernst und Sohn 2013
- mit Alexander Fischer: Häufige Fehlerquellen beim Bauen im Bestand, DBV-Heft 17, Berlin, Deutscher Beton- und Bautechnikverein, 2009
- mit Gerd Danielewski, Manfred Stiller: Beton – Baustoff des Jahrhunderts : 100 Jahre Deutscher Beton-Verein ; 1898–1998, Wiesbaden: Deutscher Beton-Verein 1998
- mit Alexander Fischer, Markus Loch: Anwendung von Teilsicherheitsbeiwerten auf Bestandsbauten im Hochbau, Fraunhofer IRB Verlag 2009
- mit Christian Albrecht: Tragfähigkeitssteigerung von Installationsdecken durch Querkraft-Bewehrungselemente, Fraunhofer IRB Verlag 2011
- mit Sebastian Oster, Daniele Casucci: Systematische Erforschung der Rissflankenbruchneigung von befahrbaren Industrieböden, Fraunhofer IRB Verlag 2014
- mit Konrad Zilch, Daniel Dunkelberg, Michael Weber: Mechanische Kennwerte historischer Betone, Betonstähle und Spannstähle für die Nachrechnung von bestehenden Bauwerken, Beuth Verlag 2016
- mit Uwe Angnes: Optimierte Übergreifungsstöße von Betonstahl unterschiedlicher Güte beim Bauen im Bestand, Fraunhofer IRB Verlag 2016
- mit Andrej Albert, Andreas Dridiger: Ressourcenschonende Reduktion von Bewehrungsstahl in Hochbaudecken, Fraunhofer IRB Verlag 2017
- mit Christian Kohlmeyer, Michael Weber: Temporäre Raumzellen aus Hochleistungsbeton mit lösbaren Verbindungen, Fraunhofer IRB Verlag 2017
- mit Andrej Albert, Stephan Eilers: Stahlbetondecken mit integrierten Hohlräumen unter Zugbeanspruchung, Fraunhofer IRB Verlag 2018
- mit Fadi Mikdad: Deckensystem mit Doppelverbundtechnik, Fraunhofer IRB Verlag 2018